# Sergey Mixaylov
Sergey Mixaylov (auch Sergei Mihailow und Sergey Mikhaylov; * 5. März 1976) ist ein ehemaliger usbekischer Boxer. Mixaylov war Asienmeister 1997 und 1999, Gewinner der Asienspiele 1998 und Bronzemedaillengewinner der Olympischen Spiele 2000.

## Karriere
1997 nahm Mixaylov erstmals an den Asienmeisterschaften teil und konnte diese im Halbschwergewicht (-81 kg) gewinnen und im selben Jahr schied er bei den Weltmeisterschaften im ersten Kampf gegen Stephen Kirk, Irland (RSC 4.), aus. Bei den Asienspielen im Jahr darauf gewann er die Goldmedaille mit einem Finalsieg über Lee Seung Bae, Südkorea (9:5). 
Bei den Weltmeisterschaften 1999 erreichte Mixaylov das Viertelfinale, welches er jedoch gegen Alexey Trofimov, Ukraine (11:6), verlor. Im selben Jahr gewann er zum zweiten Mal die Asienmeisterschaften. Seinen größten Erfolg feierte Mixaylov bei den Olympischen Spielen 2000, bei denen er nach Siegen über Claudiu Rasco, Rumänien (15:6), Ali Ismailov, Aserbaidschan (23:18), und Olzhas Orazaliev, Kasachstan (RSC 4.), das Halbfinale erreichte, welches er gegen den späteren Olympiasieger Alexander Lebsjak, Russland (RSC 1), verlor und damit die olympische Bronzemedaille gewann.